# Squeak the Mouse
Squeak the Mouse est un comics en deux tomes publiés par Massimo Mattioli chez L'Écho des savanes.

## Synopsis
Squeak the Mouse est une parodie, à la manière de Superwest du même auteur, de personnages célèbres de la culture contemporaine américaine, en l'occurrence Tom et Jerry. Elle présente ainsi les mêmes caractéristiques que son « aînée » : aucun dialogue et l'action se concentre sur les faits et gestes des personnages qui sont évidemment un chat et une souris. L'humour de Mattioli est cependant présent, car malgré ses airs de BD pour enfants, le comic est gore et violent et présente quelques scènes pornographiques, ce pour quoi il a été quelque peu critiqué.
Squeak the Mouse a été publiée en deux tomes (« Squeak the Mouse 1 » puis « Squeak the Mouse 2 ») respectivement en 1984 et 1992.